# オガサワラシロヒラタカメムシ
オガサワラシロヒラタカメムシ（学名：Nesoproxius kishimotoi、読み：ネソプロキシウス キシモトイ）は日本の小笠原諸島に生息するシロヒラタカメムシ属のカメムシの一種。体長は3ミリほどで、羽が退化して飛ばなくなり、独特の臭いも発しないことが特徴である。東京農業大学などの研究チームが、2021年から2022年にかけて行った野外調査で発見され、2023年にZookeysの電子版に掲載された。
和名は生息地の小笠原諸島にちなんで、学名ははじめて採集した岸本年郎（ふじのくに地球環境史ミュージアム・教授）にちなんで名づけられた。
この属（シロヒラタカメムシ属）の新種の発見は日本初であり、世界的にも1983年以来40年ぶりとなった。

## 関連文献
- A remarkable new species of the flat bug genus Nesoproxius (Hemiptera, Aradidae), the first Oceanian representative with brachyptery